# SC Lauchringen
Der Sportclub Lauchringen 1922 e.V. (kurz SC Lauchringen) ist ein Fußballverein aus Lauchringen im südbadischen Bezirk Hochrhein.
2019 nehmen zwei Mannschaften bei den Herren und diverse Juniorenmannschaften am Spielbetrieb teil.
Lange Zeit gab es eine dritte Herrenmannschaft. Ferner gehörte die Frauen in den 1970er und 80er Jahren zu den besten südbadischen Frauenmannschaften.

## Aktuelle Platzierung
Der 1. Mannschaft gelang es am letzten Spieltag der Saison 2018/2019 mit einem 1:3-Auswärtssieg gegen den SV Albbruck den Abstieg aus der Kreisliga A, Ost zu vermeiden. Die Mannschaft steht damit auf dem 12. Rang mit 29 Punkten und 43:66 Toren.

## Fair-Play-Preis 2019
In einer Feierstunde zeichneten der Deutsche Olympische Sportbund (OSB) und der Verband Deutscher Sportjournalisten (VDS) den SC Lauchringen am 28. März 2019 in Wiesbaden mit dem Fair Play Preis des Deutschen Sports aus. Die Jury: „Die Mannschaft des SC Lauchringen setzt ein unübersehbares und wichtiges Zeichen gegen Rassismus, das auch über den Sport hinaus von Bedeutung ist.“

### Zwischenfall in der Kreisliga A Ost
Am 8. September 2018 kam es „zu einem rassistischen Zwischenfall in der Kreisliga-Begegnung zwischen dem FC Weizen und dem SC Lauchringen.“ Ein Spieler des SCL wurde von einem Zuschauer aus Weizen beleidigt. Betroffen war Kebba Manneh, der aus Gambia stammende, 22-jährige Spieler des SCL. Manneh verließ das Spielfeld weinend und „für Spielführer Tobias Kummer und seine neun Teamkollegen gab es keine andere Wahl, als geschlossen den Platz zu verlassen: 'Kebba ist einer von uns. Wir stehen zusammen.'“
Der Vorfall erregte überregionales Aufsehen; im Verfahren verurteilte der Südbadische Fußballverband den Zuschauer „unter Haftung des FC Weizen, zu einer Geldstrafe von 500 €.“ Der Zuschauer hatte zuvor noch telefonisch bei Kebba Manneh um Entschuldigung gebeten.

### Ablehnung des Asylantrags Mannehs
Zwischenzeitlich wurde bekannt, dass der Asylantrag Mannehs abschlägig beschieden wurde. „Die Duldung des Westafrikaners soll bereits am [... 27. März 2019] auslaufen. Thomas Kummer, Vorsitzender des SC Lauchringen bezeichnet seinen Spieler als 'ein fabelhaftes Beispiel für gelungene Integration.'“ Manneh kam 2014 übers Mittelmeer und Italien nach Deutschland, lernte „'schnell die Sprache. Hat den Hauptschulabschluss gemacht'“ (Th. Kummer) und arbeitet im Zweischichtbetrieb in einer Firma. Der SC Lauchringen setzt sich nun für seinen Spieler ein, seine Teilnahme an der Preisverleihung wurde erlaubt, eine Online-Petition ist vorgesehen und „Lauchringens Bürgermeister Thomas Schäuble versucht, zumindest einen Aufschub bis Sommer erwirken zu können.“

### Aktuelle Entwicklung
Während der Verleihungszeremonie berichtet Bürgermeister Schäuble, der die Vereinsabordnung mit Manneh begleitete, "dass ihm der baden-württembergische Innenminister Thomas Strobl von einer Initiative berichtet habe, dass Geflüchtete, die seit mehr als zwei Jahren arbeiten und in die Sozialsysteme einzahlen, ab 1. Januar 2020 aus den Asylverfahren genommen werden." Auch der Integrationsbeauftragte des Deutschen Fußball-Bundes (DFB), der ebenfalls aus Afrika stammende Ex-Nationalspieler Cacau, war zur Ehrung gekommen.

## Geschichte
Der Verein entstand 1972 durch die Fusion von FC 22 Unterlauchringen e.V. (gegründet 1922) und dem SV
Oberlauchringen 1949 e.V. (gegründet am 2. Juli 1949). Der Entschluss zur Fusion fiel am 26. März 1972. Am 23. Juli 1972 stimmten die Mitglieder beider Vereine in einer gemeinsamen Hauptversammlung zu, die damit auch Gründungsversammlung des SC Lauchringen wurde. Zuvor schlossen am 1. Juli 1971 sich die beiden Gemeinden Unterlauchringen und Oberlauchringen zu Lauchringen zusammen. In der Spielzeit 1971/72 bildeten bereits die Juniorenspieler beider Vereine fünf gemeinsame Mannschaften im Spielbetrieb.
Der SC Lauchringen wurde mit dem Fair Play Preis des Deutschen Sports 2018 in der Kategorie Sonderpreis ausgezeichnet. Der Verein wurde dafür geehrt, dass die Fußballer während eines Kreisligaspiels geschlossen das Spielfeld verlassen hatten, um sich mit ihrem Mitspieler Kebba Manneh zu solidarisieren, der während des Spiels von gegnerischen Zuschauern rassistisch beleidigt worden war. Die Jury begründete die Auszeichnung:

„Die Mannschaft des SC Lauchringen setzte damit ein unübersehbares und wichtiges Zeichen gegen Rassismus, das auch über den Sport hinaus von Bedeutung ist. Gerade in der heutigen Zeit müssen Offenheit, Toleranz und Solidarität als Pfeiler unserer Gesellschaft verteidigt und gelebt werden. Das Verhalten des Teams des SC Lauchringen zeigt das Potenzial des Sports, eben solche Werte zu vermitteln und für sie einzutreten.“

## Vereinsfarben
Die Vereinsfarben sind laut Satzung des Vereines rot/blau.

## Erfolge

### Herren
Die Herrenmannschaften des SC Lauchringen spielten stets nur auf Bezirksebene. Platz 4 in der Bezirksliga Hochrhein war die beste Platzierung der ersten Mannschaft.
In den Spielzeiten 2006/07 und 2007/08 gewann der Verein zweimal in Serie den Bezirkspokal Hochrhein. 2007 fand dabei das Endturnier vor heimischer Kulisse statt.

### Frauen
Das Frauenteam des SC Lauchringen spielte von 1978/79 bis 1983/84 in der Südbadischen Damenliga. Diese war damals die höchste Spielklasse in Deutschland. In der Spielzeit 1979/80 gewann die Mannschaft die Südbadische Meisterschaft und nahm an der deutschen Meisterschaft teil. Dort schied man in der ersten Runde (Achtelfinale) gegen den FSV Harburg aus (2:5 in Harburg, 0:2 in Lauchringen).

### Junioren
Die A-Junioren spielen von 1989/90 bis 1991/92 in der Südbadischen Juniorenliga. Dies war damals die höchste Spielklasse.

## Spielstätten
Die Heimspiele trägt der SC Lauchringen im Wutachstadion in Unterlauchringen aus. Das Stadion hat eine Kapazität von 3.000 Plätzen. Mit dem Küssaburgstadion in Oberlauchringen stand ein zweiter Sportplatz zur Verfügung, der derzeit hauptsächlich durch den türkischen Verein AGS Lauchringen genutzt wurde. Das Küssaburgstadion ist Wohnhäusern gewichen, wodurch sich die beiden Vereine aktuell das Wutachstadion teilen.

## Bekannte Spieler
Dominik Bergdorf war Stammtorhüter von SSV Jahn Regensburg in der 3. Liga 2014/15. Er stammt aus der Jugend des SC Lauchringen, ehe er über Grasshopper Club Zürich und SC Freiburg zu Regensburg kam.

## Statistiken und Rekorde

### Herren
Die Platzierungen der ersten Mannschaft des SC Lauchringen:
| Spielzeit | Spielklasse                      | Platz | Bemerkung                       |
| --------- | -------------------------------- | ----- | ------------------------------- |
| 1972/73   | B-Klasse Oberrhein, Staffel 3    | 3.    |                                 |
| 1973/74   | B-Klasse Oberrhein, Staffel 3    | 1.    | Aufstieg                        |
| 1974/75   | A-Klasse Oberrhein               | 12.   |                                 |
| 1975/76   | B-Klasse Oberrhein, Staffel 3    | 1.    | Aufstieg                        |
| 1976/77   | A-Klasse Oberrhein               | 13.   |                                 |
| 1977/78   | A-Klasse Oberrhein               | 13.   | Abstieg                         |
| 1978/79   | Bezirksliga Oberrhein            | 4.    |                                 |
| 1979/80   | Bezirksliga Oberrhein            | 15.   | Abstieg                         |
| 1980/81   | Kreisliga A Oberrhein, Staffel 3 | 3.    |                                 |
| 1981/82   | Kreisliga A Oberrhein, Staffel 3 | 3.    |                                 |
| 1982/83   | Kreisliga A Oberrhein, Staffel 3 | 3.    |                                 |
| 1983/84   | Kreisliga A Oberrhein, Staffel 3 | 2.    |                                 |
| 1984/85   | Kreisliga A Oberrhein, Staffel 3 | 3.    |                                 |
| 1985/86   | Kreisliga A Oberrhein, Staffel 3 | 6.    |                                 |
| 1986/87   | Kreisliga A Oberrhein, Staffel 3 | 3.    |                                 |
| 1987/88   | Kreisliga A Oberrhein, Staffel 3 | 1.    | Aufstieg                        |
| 1988/89   | Bezirksliga Oberrhein            | 11.   |                                 |
| 1989/90   | Bezirksliga Oberrhein            | 13.   |                                 |
| 1990/91   | Bezirksliga Oberrhein            | 15.   | Abstieg                         |
| 1991/92   | Kreisliga A Oberrhein, Staffel 3 | 3.    |                                 |
| 1992/93   | Kreisliga A Oberrhein, Staffel 3 | 1.    | Aufstieg                        |
| 1993/94   | Bezirksliga Oberrhein            | 4.    |                                 |
| 1994/95   | Bezirksliga Oberrhein            | 5.    |                                 |
| 1995/96   | Bezirksliga Oberrhein            | 6.    |                                 |
| 1996/97   | Bezirksliga Oberrhein            | 4.    |                                 |
| 1997/98   | Bezirksliga Hochrhein            | 4.    |                                 |
| 1998/99   | Bezirksliga Hochrhein            | 7.    |                                 |
| 1999/00   | Bezirksliga Hochrhein            | 13.   |                                 |
| 2000/01   | Bezirksliga Hochrhein            | 16.   | Abstieg                         |
| 2001/02   | Kreisliga A Hochrhein, Staffel 3 | 1.    | Aufstieg                        |
| 2002/03   | Bezirksliga Hochrhein            | 11.   |                                 |
| 2003/04   | Bezirksliga Hochrhein            | 11.   |                                 |
| 2004/05   | Bezirksliga Hochrhein            | 15.   | Abstieg                         |
| 2005/06   | Kreisliga A Hochrhein, Staffel 3 | 2.    | Aufstieg über Aufstiegsrunde    |
| 2006/07   | Bezirksliga Hochrhein            | 9.    |                                 |
| 2007/08   | Bezirksliga Hochrhein            | 7.    |                                 |
| 2008/09   | Bezirksliga Hochrhein            | 4.    |                                 |
| 2009/10   | Bezirksliga Hochrhein            | 16.   | Abstieg                         |
| 2010/11   | Kreisliga A Hochrhein, Staffel 3 | 4.    |                                 |
| 2011/12   | Kreisliga A Hochrhein, Staffel 3 | 5.    |                                 |
| 2012/13   | Kreisliga A Hochrhein, Staffel 3 | 3.    |                                 |
| 2013/14   | Kreisliga A Hochrhein, Staffel 3 | 10.   | Abstieg aufgrund Strukturreform |
| 2014/15   | Kreisliga B Hochrhein, Staffel 4 | 1.    | Aufstieg                        |
| 2015/16   | Kreisliga A Hochrhein Ost        | 3.    |                                 |
| 2016/17   | Kreisliga A Hochrhein Ost        | 9.    |                                 |

Die A-Klasse bzw. Bezirksliga ist die oberste Spielklasse auf Bezirksebene. Die B-Klasse bzw. Kreisliga ist die zweitoberste Spielklasse auf Bezirksebene.

### Frauen
Die Platzierungen der Frauenmannschaft:
| Spielzeit | Spielklasse           | Platz | Bemerkung                          |
| --------- | --------------------- | ----- | ---------------------------------- |
| 1972/73   | Oberrhein             | 9.    | von 9                              |
| 1973/74   | Oberrhein             | 8.    | von 9                              |
| 1974/75   | Oberrhein             | 8.    | von 8                              |
| 1975/76   | Oberrhein             | 5.    | von 6                              |
| 1976/77   | Oberrhein             | 2.    | von 6                              |
| 1977/78   | Oberrhein             | 2.    | von 7                              |
| 1978/79   | Südbadische Damenliga | 2.    | jeweils 10 Teams                   |
| 1979/80   | Südbadische Damenliga | 1.    | im 1/8-Finale der DM ausgeschieden |
| 1980/81   | Südbadische Damenliga | 2.    |                                    |
| 1981/82   | Südbadische Damenliga | 3.    |                                    |
| 1982/83   | Südbadische Damenliga | 5.    |                                    |
| 1983/84   | Südbadische Damenliga | 10.   | Abstieg als Letzter                |
| 1983/84   | Bezirksliga Oberrhein | 1.    | Verzicht auf die Aufstiegsrunde    |
| 1984/85   | Bezirksliga Oberrhein |       | während der Runde zurückgezogen    |

Bis 1977/78 wurde nur auf Bezirksebene gespielt, die sechs Bezirksmeister ermittelten in einer Endrunde den Südbadischen Meister. Ab 1978/79 gibt es die Südbadische Damenliga als höchste Spielklasse, deren Meister bis zur Einführung der Bundesliga an der deutschen Meisterschaft teilnahm.
Von 1978/79 bis 1980/81 nahm ferner eine 2. Frauenmannschaft in der Bezirksliga Oberrhein am Spielbetrieb teil.

### A-Junioren
Die A-Junioren in der Südbadischen Juniorenliga (damals oberste Spielklasse in Deutschland) als SG Lauchringen/Tiengen:
| Spielzeit | Platz | Bemerkung       |
| --------- | ----- | --------------- |
| 1989/90   | 11.   | von 12          |
| 1990/91   | 11.   | von 14          |
| 1991/92   | 13.   | von 14, Abstieg |

## Sponsoren
Der Verein wird von einer Reihe lokaler Firmen unterstützt.